# American Motor Company (Massachusetts)

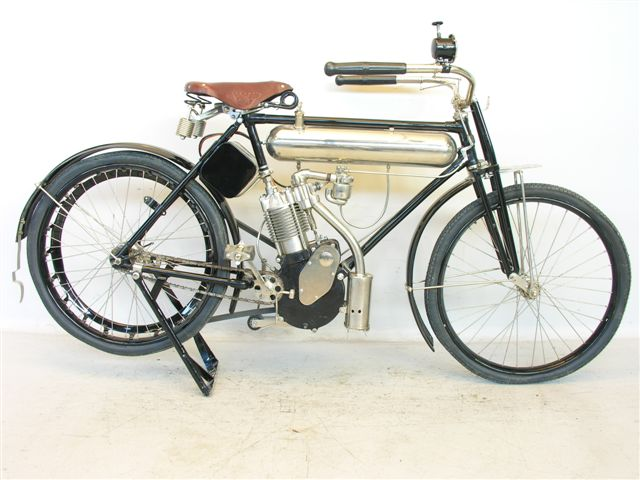
MM (oder Marsh-Metz) von 1907

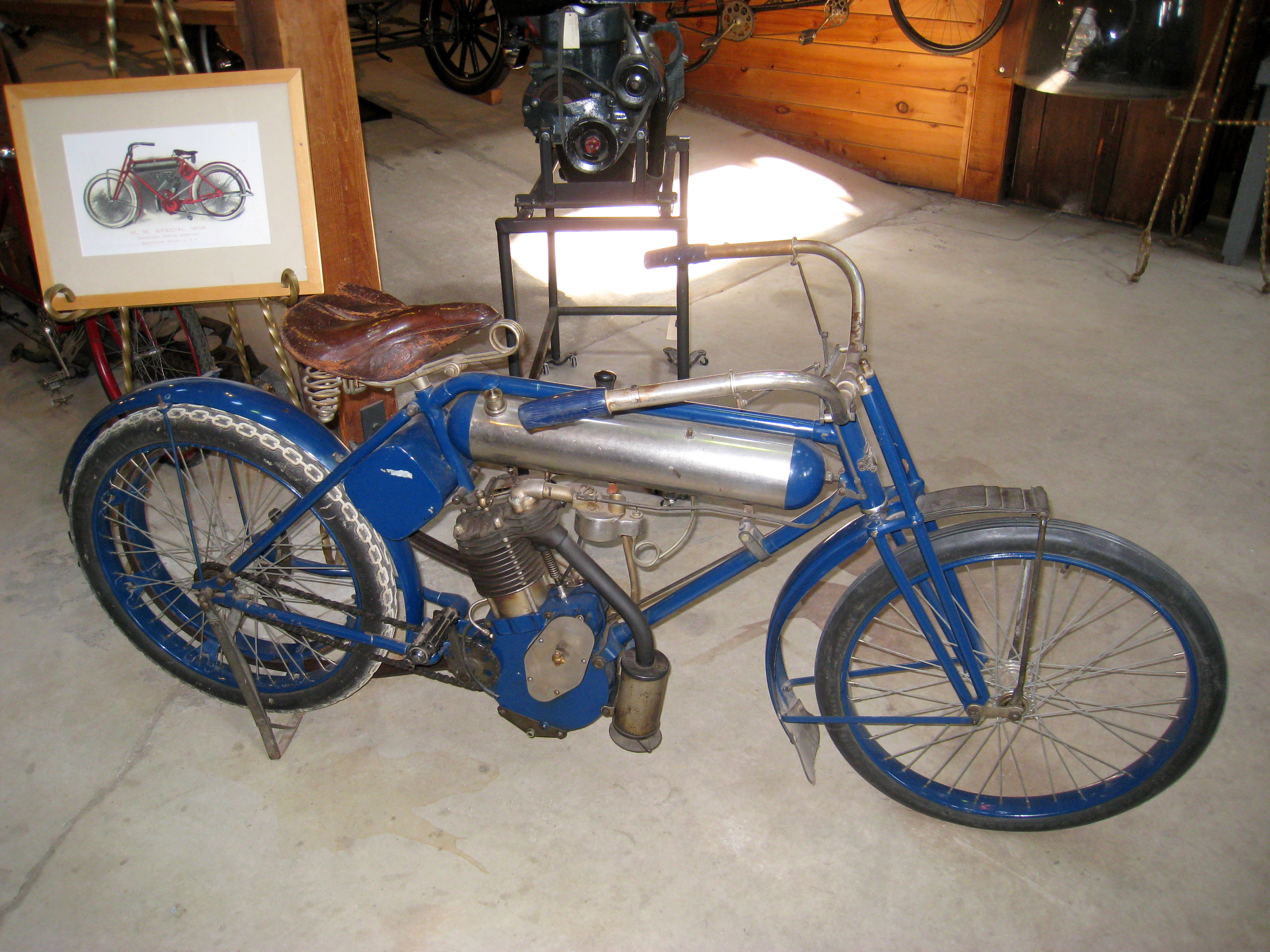
MM von 1908

American Motor Company war ein US-amerikanischer Hersteller von Kraftfahrzeugen aus Massachusetts.

## Unternehmensgeschichte
Das Unternehmen wurde 1905 in Brockton gegründet. Vorher gab es zwei getrennte Unternehmen. Eines war die Motor Cycle Manufacturing Company der Brüder Marsh, die bereits ab 1899 mit ihrer Marsh Motor Carriage Company Automobile herstellten. Das zweite Unternehmen war die Waltham Development Company von Charles Herman Metz, der nach seinem Weggang von der Waltham Manufacturing Company Rennmotorräder produzierte.
Noch 1905 entstanden einige Personenkraftwagen. Sie wurden als Marsh vermarktet. 1905 oder 1906 begann die Produktion von Motorrädern. Der Markenname lautete MM, kurz für Marsh-Metz. Außerdem werden Arrow, Dixie Flyer, Haverford, National und Peerless genannt. Sowohl die Marsh-Brüder als auch Metz verließen das Unternehmen nach einigen Jahren. Über den Weggang von Metz wurde am 15. Januar 1909 berichtet.
Es ist nicht bekannt, wann das Unternehmen aufgelöst wurde. Genannt werden 1913, etwa 1914, 1915 und 1920.
Es gab keine Verbindung zur gleichnamigen American Motor Company aus dem Bundesstaat New York.

## Fahrzeuge

### Automobile

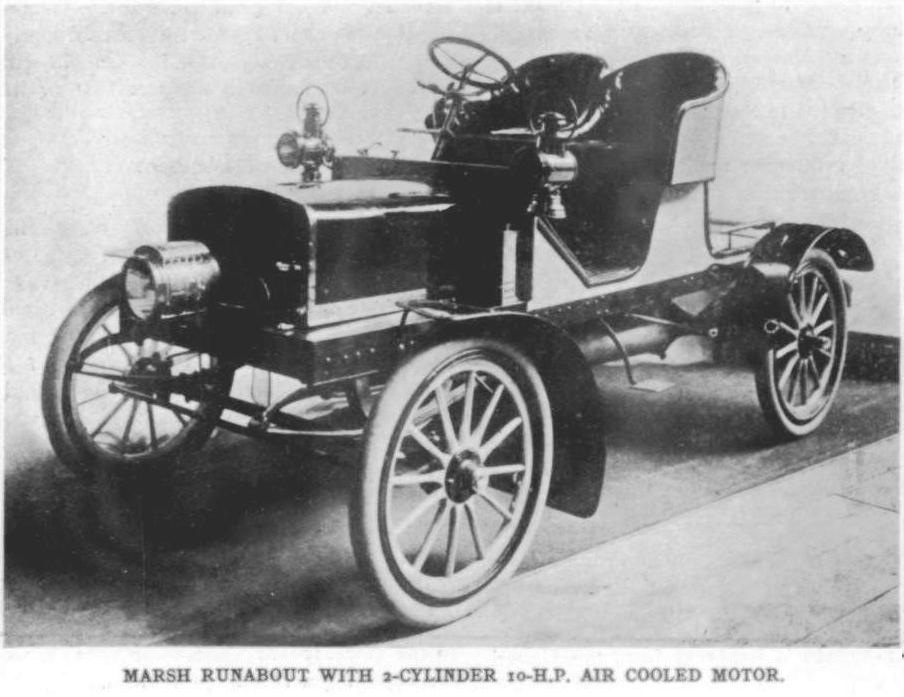
Marsh 10 HP Runabout von 1905

Ab 1905 wurde das einzige Automobil angeboten: Es hatte einen luftgekühlten Zweizylindermotor mit 10 PS Leistung. Er war vorne im Fahrzeug montiert und trieb die Hinterachse an. Das Fahrgestell hatte 203 cm Radstand und 137 cm Spurweite. Der Aufbau war ein offener Runabout mit zwei Sitzen. Gelenkt wurde mit einem Lenkrad vom rechten Sitz aus. Das Fahrzeug wog rund 356 kg. Der Neupreis betrug 750 US-Dollar. Laut einer Anzeige betrugen Zylinderbohrung und Kolbenhub jeweils 4 Zoll. Das entspricht 101,6 mm und ergibt 1647 cm³ Hubraum. Als Höchstgeschwindigkeit waren 64 km/h garantiert.

### Motorräder
Die ersten Motorräder hatten V2-Motoren mit 45 Grad Zylinderwinkel. Ab 1908 sind 90 Grad Zylinderwinkel überliefert. Außerdem werden Einzylindermotoren genannt, die zum Teil von der E. R. Thomas Motor Car Company kamen.